# Parafia św. Jana Bosko w Olsztynie
Parafia Świętego Jana Bosko w Olsztynie – rzymskokatolicka parafia w Olsztynie, należąca do archidiecezji warmińskiej i dekanatu Olsztyn Północ.
Została utworzona 25 grudnia 1998. Kościół parafialny mieści się przy ulicy Żółkiewskiego 1. Parafię prowadzą księża diecezjalni.